# Civaux
Civaux är en kommun i departementet Vienne i regionen Nouvelle-Aquitaine i västra Frankrike. Kommunen ligger i kantonen Lussac-les-Châteaux som tillhör arrondissementet Montmorillon. År 2022 hade Civaux 1 205 invånare.

## Befolkningsutveckling
Antalet invånare i kommunen Civaux
| Referens: INSEE |